# 臧盾
臧 盾（ぞう とん、478年 - 543年）は、南朝梁の官僚。字は宣卿。本貫は東莞郡莒県。弟は臧厥。

## 経歴
臧未甄の子として生まれた。幼くして諸葛璩に師事して五経の学問を受け、章句に通じるようになった。諸葛璩は「この生徒は重要な人物であり、王佐の才である」と評した。撫軍行参軍を初任とし、尚書中兵郎に転じた。臧盾は姿かたちが美しく、礼儀態度も優れていたため、かれが奏上するたびに武帝に喜ばれた。入朝して中書通事舎人を兼ね、舎人のまま安右録事参軍に任じられた。
父に従って廷尉に宿直していたところ、母の劉氏が邸で突然死したため、官を辞し廬を結んで喪に服した。服喪が終わらないうちに、父が死去したため、臧盾は合わせて5年の喪に服し、廬の戸を出ることがなかった。家人が見ても分からないほどに姿形が痩せ細り、同郷の王端が武帝にそのことを奏上すると、武帝は臧盾の孝行を褒めながらも、身体をいたわるようにたびたび使者を出した。
喪が明けると、臧盾は丹陽尹丞に任じられた。中書郎に転じ、再び中書舎人を兼ねた。後に尚書左丞に転じた。武陵王蕭紀の下で東中郎長史をつとめ、東揚州の事務を代行し、会稽郡丞を兼ねた。建康に召還されて少府卿に任じられ、歩兵校尉を兼ねた。後に御史中丞に転じ、辣腕をふるった。
中大通5年（533年）2月、武帝が同泰寺に幸して講を開き、四部大会を設け、数万人の人々を集めた。ベトナムから訓練された象が献上されたが、突然にその象が人々のあいだで暴れ回ったため、武帝の乗る輿車を守る羽衛や集まった人々も驚いて逃げ惑った。ただ臧盾と裴之礼だけが泰然自若としており、武帝はふたりのことを褒め讃えた。まもなく臧盾は散騎常侍の位を加えられ、領軍を兼ねた。大同2年（536年）、中領軍に転じた。
大同5年（539年）、仁威将軍・呉郡太守として出向した。任期の終わらないうちに、病のため解職を願い出た。光禄大夫の位を受け、金章紫綬を加えられた。大同7年（541年）、病から回復して、再び領軍将軍となった。
大同9年（543年）、死去した。享年は66。領軍将軍のまま、侍中の位を追贈された。諡は忠といった。

## 子女
- 臧長博（字は孟弘、桂陽郡内史）
- 臧仲博（曲阿県令）
- 徐孝克の妻

## 伝記資料
- 『梁書』巻42 列伝第36
- 『南史』巻18 列伝第8